# Pandemia de gripe de 1889-1890
La pandemia de gripe de 1889-1890, también conocida como gripe rusa, fue una pandemia de gripe que tuvo lugar entre octubre de 1889 y diciembre de 1890, con reapariciones en marzo-junio de 1891, noviembre de 1891-junio de 1892, la primavera de 1893 y el invierno de 1893-1894. La pandemia infectó a más de 25 millones de personas y causó la muerte de alrededor de un millón de personas en todo el mundo, lo que la convierte en una de las pandemias más mortíferas de la historia.
La pandemia recibió el nombre de «gripe rusa», pero no debe confundirse con la epidemia que tuvo lugar en 1977-1978, causada por el virus Influenza A/URSS/90/77 H1N1, que fue conocida con el mismo nombre.
Debido a las limitaciones para el estudio virológico de la época en que sucedió existen dudas sobre el tipo de virus que lo provocó, aunque modernamente se ha atribuido al influenzavirus A subtipo H3N8. Estudios más recientes atribuyen la pandemia al coronavirus bovino HCoV-OC43 (que actualmente es uno de los tantos virus que provoca el resfriado común). La pandemia se inició en San Petersburgo el 1 de diciembre de 1889, se diseminó rápidamente por Europa, dando la vuelta al mundo en solo 4 meses. Alcanzó Estados Unidos únicamente 70 días después de su inicio. Provocó una mortalidad relativamente baja del 1 %, pero debido al gran número de afectados, se cree que causó la muerte de alrededor de 1 000 000 de personas en todo el mundo.